# パーソルコミュニケーションサービス
パーソルコミュニケーションサービス株式会社（英語: PERSOL COMMUNICATION SERVICES LIMITED、略称: CSL）は、コンタクトセンターやITサポートのアウトソーシングを提供する会社。パーソルグループのパーソルビジネスプロセスデザインの完全子会社。

## 沿革

### 富士通とCSIの合弁
富士通とアメリカ合衆国のソフトウェア販売・サービス大手のコーポレイト・ソフトウェア（CSI）との合弁会社「コーポレイトソフトウェア」（略称：CSL）として設立された。法人向けのパソコン用ソフトウェア販売・サポートおよび、ソフトウェアメーカー向けのサポート代行を展開した。資本金は4億5000万円で、富士通が60%、CSIが40%の比率で出資している。販売およびサポートを行うソフトウェアは富士通製のみならず他社製も対象とした。

### 富士通コミュニケーションサービスへの社名変更
2006年、富士通のビジネス・プロセス・アウトソーシングサービス強化に伴い、社名を「富士通コミュニケーションサービス」に変更した。

### パーソルグループによる買収
2025年、パーソルグループでビジネス・プロセス・アウトソーシングサービスを担うパーソルビジネスプロセスデザインの完全子会社となり、「パーソルコミュニケーションサービス」に商号変更した。

### 年表
- 1994年12月 - コーポレイトソフトウェア株式会社設立。
- 1995年
  - 1月31日 - 富士通がコーポレイト・ソフトウェアとの合弁でコーポレイトソフトウェア株式会社を設立したことを発表[2]。
  - 3月 - 業務開始[2]。
  - 9月 - 天王洲サポートセンターを開設。
- 2000年9月 - 北九州サポートセンターを開設[7]。
- 2002年8月 - 新潟サポートセンターを開設[8]。
- 2003年6月 - 松山サポートセンターを開設
- 2005年3月 - 新川崎サポートセンターを開設
- 2006年8月1日 - 社名を富士通コミュニケーションサービス株式会社に変更[3]。
- 2007年
  - 富士通の完全子会社となる
  - 10月 - 仙台サポートセンターを開設
- 2009年
  - 3月 - 目黒サポートセンターを開設
  - 10月 - 北九州黒崎サポートセンターを開設
- 2011年5月 - 松山一番町サポートセンターを開設
- 2012年
  - 9月 - 大阪ソリューションセンターを開設
  - 11月 - 札幌サポートセンターを開設
- 2014年
  - 7月 - 横浜みなとみらいソリューションセンターを開設（本社・天王洲サポートセンターと目黒サポートセンターを移転・集約）
  - 会社創業20周年を機に『CSL Statement』を施行
- 2016年6月 - 豊前サテライトオフィスを開設
- 2018年10月 - 糸島サテライトオフィスを開設（2024年3月閉鎖）
- 2020年2月 - 横浜みなとみらいソリューションセンターANNEXを開設
- 2024年12月11日 - 富士通が、富士通コミュニケーションサービスの株式100％を、パーソルビジネスプロセスデザインへ譲渡することに合意し、契約を締結[4][5]。
- 2025年2月3日 - パーソルビジネスプロセスデザインの完全子会社となり、パーソルコミュニケーションサービス株式会社に商号変更する[6]。

## 主要事業所
事業者
- 本社・横浜みなとみらいソリューションセンター (YMSC) - 神奈川県横浜市西区みなとみらい4-4-5（横浜アイマークプレイス）
- 横浜みなとみらいソリューションセンターANNEX (YMSCA) - 神奈川県横浜市西区みなとみらい4-6-5（リーフみなとみらい）
- 札幌サポートセンター (SPSC) - 北海道札幌市北区7条西2-8-1（札幌北ビル）
- 仙台サポートセンター (SDSC) - 宮城県仙台市青葉区中央3-4-7（メットライフ仙台ビル）
- 新潟サポートセンター (NSC) - 新潟県新潟市中央区天神1-1（プラーカ3）
- 新川崎サポートセンター (SSC) - 神奈川県川崎市幸区鹿島田1-1-2（新川崎三井ビル西棟）
- 大阪ソリューションセンター (OSSC) - 大阪府大阪市北区天満橋1-8-30（OAPタワー）
- 松山サポートセンター (MSC) - 愛媛県松山市千舟町5-6-1（ひめぎん末広町ビル）
- 北九州サポートセンター (KSC) - 福岡県北九州市小倉北区浅野3-1-6
- 黒崎サポートセンター (KRSC) - 福岡県北九州市八幡西区西曲里町2-1（黒崎テクノプラザI）
- 豊前サテライトオフィス (BSO) - 福岡県豊前市大字八屋1926-1